# میترا تبریزیان
میترا تبریزیان (زادهٔ تهران) عکاس و کارگردان فیلم ایرانی-بریتانیایی است.
او استاد عکاسی در دانشگاه وست‌مینستر لندن است. میترا تبریزیان در موزه‌ها و گالری‌های بزرگ بین‌المللی نمایشگاه‌ها و حضور گسترده‌ای داشته‌است، از جمله نمایشگاه انفرادی خود در تیت بریتانیا به سال ۲۰۰۸ میلادی. کتاب او به نام کشوری دیگر با متن‌هایی از هومی جی. بهابها، دیوید بی. گرین و حمید نفیسی توسط انتشارات هاج کانتز در سال ۲۰۱۲ منتشر شد.

## اوایل زندگی و حرفه
میترا تبریزیان در تهران متولد شد. کودکی و آغاز نوجوانی‌اش را در ایران سپری کرد و در سال ۱۹۷۷ (حدودا ۱۳ سالگی) برای تحصیل به انگلستان رفت. ابتدا در مدرسه‌ای بین‌المللی در اکستر ثبت نام کرد و سپس در دهه ۱۹۸۰ میلادی در پلی‌تکنیک لندن مرکزی به فراگیری عکاسی پرداخت. سپس به دانشگاه وست‌مینستر راه یافت و عکاسی را تا مقطع کارشناسی، کارشناسی ارشد و دکترا پی گرفت. جایی که اکنون در آن به تدریس مشغول است.او از میان استادان خود در آن دوره به ویکتور برگین اشاره می‌کند و تأثیر فوق‌العادهٔ او بر خود و نیز حرکت نوین عکاسی را انکارناپذیر می‌داند.
او دربارهٔ پیشینهٔ هنری در خانواده‌اش و اینکه چگونه به عکاسی علاقه‌مند شد، تنها از عموی نقاشش یاد می‌کند و آشنایی خود با عکاسی را فقط حاصل اتفاق می‌داند.
میترا تبریزیان بیشتر کارهایش به ایران و ایرانیان ربطی ندارد. او هنرمندی است که موضوع و مسائل مربوط به مردم جهان را مد نظر قرار می‌دهد. البته ایران و موضوع‌های مربوط به ایران هم در کارهایش دیده می‌شوند.او اعتقاد دارد که اگر هنرمندان ایرانی در خارج از کشور خودشان را هنرمند ایرانی بنامند خودشان را در محدوده مرزهای ایران محبوس کرده‌اند. اما اگر خودشان را هنرمندی بنامند که نگاه ویژه ای به ایران دارد، آن وقت ماجرا چیز دیگری می‌شود.
تبریزیان اولین تک‌نگاری خود را با عنوان فاصله صحیح در سال ۱۹۹۰ منتشر کرد. در سال ۱۹۹۲، او در یک نسخه نظرسنجی از مجله Ten.8 با عنوان "دهه انتقادی: عکاسی سیاه بریتانیایی در دهه ۸۰" گنجانده شد.
میترا از سال ۱۹۸۶ شروع به نمایش عکس‌هایش در قالب نمایشگاه‌های گروهی و انفرادی در انگلستان و نقاط دیگر جهان کرد.
مجموعه عکس‌های کالج‌مُد در سال ۱۹۸۴ و مجموعه عکس‌های دِ بلوز در سال ۱۹۸۷ از اولین آثار توجه برانگیز میترا تبریزیان به‌شمار می‌آید.
کتاب عکس‌های او با عنوان فراسوی محدودیت‌ها (۲۰۰۴)، نقدی بر فرهنگ شرکتی است و از آثار ژان بودریار و ژان فرانسوا لیوتار الهام گرفته‌است. از فیلم‌های او می‌توان به سفر بی‌بازگشت (۱۹۹۳)، زنِ سوم (۱۹۹۱) و یغماگر (۲۰۰۴) اشاره کرد.
تبریزیان آثار خود را در تیت، هنر مدرن آکسفورد، گالری للونگ، نیویورک، مدرسه معماری انجمن معماری، لندن، و جشنواره‌های فیلم متعددی به نمایش گذاشته‌است. همچنین در سال ۲۰۱۸ آثارش را توسط آرت گلوبال در نمایشگاه هنر لندن به نمایش گذاشت.
آثار متعددی از این هنرمند در گنجینه‌موزه‌ها و نهادهای هنری در سراسر جهان از جمله موزه‌ی هنر مدرن در لوکزامبورگ، موزهٔ ویکتوریا و آلبرت در لندن، موزهٔ هنر مدرن استکهلم و انستیتو هنر معاصر در بوستون جای گرفته‌اند.

## آثار منتشر شده
- فاصله صحیح. منچستر: کرنرهاوس، ۱۹۹۰. با متنی از گریزلدا پولاک.
- فراسوی محدودیت‌ها.[۶] گوتینگن، آلمان: استیدل، ۲۰۰۴. با متن‌هایی از استوارت هال، کریستوفر ویلیامز، فرانست پکتو و مشارکتی از هومی کی بابا.
- این، آن مکان است. لندن: تیت، ۲۰۰۸. کاتالوگ. با متنی از تی. جی. دموس.
- کشوری دیگر. برلین: انتشارات هاج کانتز، ۲۰۱۲. با متن‌هایی از هومی بابا، دیوید گرین و حمید نفیسی.

## فیلم‌ها
- زنِ سوم (۱۹۹۱)[۶]– نویسنده و کارگردان، ۱۶ میلی‌متر، ۲۰ دقیقه
- سفر بی‌بازگشت (۱۹۹۳)[۶]- نویسنده و کارگردان، ۱۶ میلی‌متر، ۲۳ دقیقه
- یغماگر (۲۰۰۴)[۶]- نویسنده و کارگردان، ۳۵ میلی‌متر، ۲۸ دقیقه
- غلام (۲۰۱۷) – نویسنده و کارگردان، ۹۴ دقیقه
- کوه‌های دوردست - نویسنده و کارگردان[۱۱]

## نمایشگاه‌های انفرادی
- موزه فولک وانگ، آلمان، ۲۰۰۳[۱۲]
- فراسوی محدودیت‌ها، Kunstlerhaus Bethanien، برلین، آلمان، ۲۰۰۴[۱۳]
- BBK، بیلبائو، اسپانیا، ۲۰۰۴[۱۴]
- موزه هنر مدرن، استکهلم، سوئد، ۲۰۰۶[۱۵]
- تیت بریتانیا، لندن (ژوئن-اوت)، ۲۰۰۸
- گالری کاپریس هورن، برلین (ژوئن-سپتامبر)، ۲۰۰۸
- گالری آلبیون، لندن (ژانویه-فوریه)، ۲۰۰۹
- پروژه بی، هنر معاصر، میلان (فوریه-آوریل)، ۲۰۱۱[۱۶]

## نمایشگاه‌های گروهی
- نمایش انتخاب کنندگان، دوربین، لندن، بریتانیا، ۱۹۸۴[۱۷]
- میترا تبریزیان، ویکتور بورگین، ماری مهر، گالری عکاسان، لندن، انگلستان، ۱۹۸۶[۱۷]
- شوک به سیستم: مسائل اجتماعی و سیاسی در هنر اخیر بریتانیا از مجموعه شورای هنر، مرکز بانک جنوبی، لندن، بریتانیا، ۱۹۹۱[۱۷]
- مواد خوب برای یک رؤیا…؟ ارزیابی مجدد شرق‌شناسی، موزه و گالری هنری هریس، پرستون، بریتانیا، ۱۹۹۲[۱۷]

## جوایز
- ۲۰۲۱: بورسیه افتخاری انجمن عکاسی سلطنتی[۱۸]
- ۲۰۰۵. کمک هزینه مرخصی پژوهشی مرکز تحقیقات هنر و علوم انسانی (AHRC).[۱۸]
- ۲۰۰۵. شورای هنر، انگلستان[۱۸]
- ۲۰۰۴. مرکز تحقیقات هنر و علوم انسانی (AHRC) کمک‌های مالی در هنرهای خلاقانه و نمایشی[۱۸]
- ۲۰۰۴. شورای هنر، انگلستان[۱۸]
- ۲۰۰۳. جوایز نوآوری هیئت تحقیقات هنر و علوم انسانی (AHRB).[۱۸]
- ۱۹۹۶. هیئت هنری لندن[۱۸]
- ۱۹۹۳. مؤسسه فیلم بریتانیا[۱۸]
- ۱۹۹۳. هنرهای لندن بزرگ (GLA)، جایزه فیلم مؤسسه فیلم بریتانیا[۱۸]
- ۱۳۷۲. صندوق امانی گالری عکاسان[۱۸]
- ۱۹۸۷. پروژه مترو بیلبورد، نیوکاسل، انگلستان[۱۸]
- ۱۹۸۷. هنرهای لندن بزرگ، جایزه عکاسی[۱۸]
- ۱۹۸۵. موزه ملی عکاسی، فیلم و تلویزیون، جایزه عکاسی بریتانیا[۱۸]
- ۱۹۸۵. هنرهای لندن بزرگ، جایزه عکاسی[۱۸]
- ۱۹۸۵. جایزه عکاسی شورای هنر، انگلستان[۱۸]

## سوژه و ایده‌ها
- مجموعه زمان از دست رفته، که آدم‌های میان سالی را به تصویر کشیده که با دیجیتالی شدن امور زندگی و با عوض شدن ساز و کارهای دنیای فرامدرن، دیگر کارایی سابق‌شان را ندارند و انگار در این دنیا گم شده‌اند. مردان و زنانی که در میان سالی مانند کودکی زانوی غم به بغل گرفته‌اند یا در گوشه‌ای از شهرهای پر سر صدای امروز، نشسته‌اند و مثل اینکه هیچ حواسشان به دنیا و مافی‌ها نیست. تبریزیان، پخش مستندی در تلویزیون دربارهٔ تعطیلی بنگاه‌های اقتصادی کوچک در ژاپن را جرقه شروع این پروژه عنوان نموده‌است.[۷]
- مرز (border)، به نمایش درآمده در نمایشگاه تیت لندن: در این پروژه، او به سراغ ایرانیانی رفته که در لندن زندگی می‌کنند و در حرفه ای مشغول هستند که ربطی به رشته کاری آنها در ایران ندارد. چند ساعتی با آن آدم صحبت کرده و بعد نشسته و برای خودش گفته‌های او را مرور کرده‌است. از میان صحبت‌های آن آدم توانسته به منظره و مکانی برسد که در آن، زندگی و آرزوهای سوژه اش، معنا پیدا می‌کند. بعد همراه با سوژه به آن مکان رفته و از او عکاسی کرده‌است.[۷] از آنجایی که خودش یکی از مهاجران است، به کارهایی که برای مهاجران انجام شده، توجه ویژه ای دارد. او می‌گوید که معمولاً عکس‌ها و فیلم‌هایی که دربارهٔ مهاجران کار شده، آنها را یا نابود شده نشان می‌دهند یا در حال نابودی. اما او می‌خواسته که آدم‌هایی را نشان بدهد که توانسته‌اند نجات پیدا کنند.[۷]

## نقد بر آثار
- استوارت هال، معتقد است دل‌مشغولی تبریزیان با جدیدترین مباحث نظری که آثار او را به شدت متمایز و متفاوت می‌سازد، عنصری تحمیلی یا اضافی در کنش بصری او به‌شمار نمی‌آید. این مباحث و ایده‌ها جزء جدایی ناپذیری از فرایند کنش خلاقهٔ او هستند و به خوبی در آن جذب می‌شوند.[۶]
- هومی بابا، نظریه‌پرداز هنر معاصر در گفت‌وگویی با میترا تبریزیان دربارهٔ مجموعه فراسوی محدودیت‌ها و در مقدمه کتاب، آن را نقدی بر جامعهٔ مصرفی و اخلاقیات تجاری و زندگی صنعتی می‌بیند و بر تخت و دوبُعدی‌بودن و سردیِ آزاردهندهٔ عکس‌ها که وجه فرمالیستیِ آنها را برجسته می‌سازد تأکید می‌کند.[۶]
- فرانست پاکتو، دربارهٔ مجموعه عکس‌های زمان از دست رفته منتشر شده به سال ۲۰۰۰، می‌نویسد: «آدم‌ها، تنها یا جدا و متفاوت از دیگران در قاب تصویر می‌ایستند و تنهاییِ آنها با نگاه خیره و بهت‌زده‌شان محافظت می‌شود، مانند پنجره‌ها، دیوارها و صفحهٔ تاریک تلویزیون. فقط در یک استثناء، نگاه و لبخندی نثار حیوان کوچک بی‌تفاوتی بر روی زمین می‌شود و در نتیجه، تصویر بدل به یکی از آشفتگی‌های عمدی برای اقراری جادویی به هستی‌ای دیگرگونه می‌گردد. صحنهٔ مواجههٔ غیرمنتظره، نوید ارتباط و ناممکن بودن آن را، همزمان، عرضه می‌کند. این ناممکن‌بودگی، به شکل‌های مختلف در این هشت عکس نمود می‌یابد.»[۶]
- مارک کرمود، منتقد سینمایی گاردین، دربارهٔ فیلم غلام می‌نویسد: «فیلم غلام، یک کاراکتر افسرده و زندگی انسانی تنها در غربت را نشان می‌دهد که درضمن ناچار است صبح تا شب، غم و غصه مسافران ایرانی و عرب خود در روزهای انقلاب بهار عربی را در مورد اوضاع کشورهای منطقه و مردم آن بشنود و با آن‌ها همدردی کند». به نوشته کرمود، تبریزیان با تمرکز بر روی شخصیت پیچیده «غلام»، از زاویه دید او و از درون دوربین فیلمبرداری، درحقیقت زندگی انسان‌های اطراف او را به‌نمایش می‌گذارد.[۱۹]

## ارجاع ها
1. ↑  "Other works in Room 10". The TATE.
2. ↑  "Iranian voices: recent acquisitions of works on paper". British Museum. Retrieved 2019-10-17.
3. ↑  "Request Rejected". Smithsonian Institution. Retrieved 2019-10-17.[پیوند مرده]
4. ↑  Cooke, Rachel (8 June 2008). "Here, there and nowhere". The Guardian. London. Retrieved 6 April 2010.
5. ↑  دانایی، مهران؛ عمادی، سجاد (۱۳۹۱). «گزارش:دنیاگردی». تندیس. نورمگز (۲۲۶): ۲۴. دریافت‌شده در ۲۶ مارس ۲۰۲۳.
6. 1 2 3 4 5 6 7 8 9 10 11 12 13 14 15 16 17 18 19  کرمی، حمیدرضا (۱۳۹۴). «هنرمندان معاصر ایران:میترا تبریزیان». تندیس. نورمگز (۳۱۵): ۶–۸. دریافت‌شده در ۲۶ مارس ۲۰۲۳.
7. 1 2 3 4 5 6  ناصری، بهرام (۲۸ اوت ۲۰۰۸). «عکس‌های میترا تبریزیان در موزه تیت لندن». بی‌بی‌سی فارسی. دریافت‌شده در ۲۷ مارس ۲۰۲۳.
8. ↑  Bailey, David A; Hall, Stuart (1992), Critical decade: Black British photography in the 80s, Ten.8 Ltd, retrieved 1 August 2019
9. ↑  "Modernity grapples with tradition in the work of Iranian photographers". Saudi Gazette. 9 March 2010. Archived from the original on 2 March 2012. Retrieved 6 April 2010.
10. ↑  Arte Globale. London Art Fair. Mitra Tabrizian
11. ↑  «The Far Mountains». IMDB. دریافت‌شده در ۲۷ مارس ۲۰۲۳.
12. ↑  "Term details". British Museum. Retrieved 2018-10-24.
13. ↑  "Beyond the Limits". www.bethanien.de. Retrieved 2018-10-24.
14. ↑  "Tabrizian, Professor Mitra - About us - University of Westminster, London". www.westminster.ac.uk. Retrieved 2018-10-24.
15. ↑  "CV :: Mitra tabrizian". Archived from the original on 24 September 2020. Retrieved 26 March 2023.
16. ↑  "Mitra Tabrizian | OneArt".
17. 1 2 3 4  Keen, Melanie. (1996). Recordings: a select bibliography of contemporary African, Afro-Caribbean and Asian British art. Ward, Elizabeth. , Chelsea College of Art and Design. , Institute of International Visual Arts. London: Institute of International Visual Arts and Chelsea College of Art and Design. ISBN 1-899846-06-9. OCLC 36076932.
18. 1 2 3 4 5 6 7 8 9 10 11 12 13 14 15  "Mitra Tabrizian | OneArt".
19. ↑  «فیلم «غلام»، داستان تاکسیران ایرانی، بر پرده سینماهای بریتانیا». ایران اینترنشنال. ۵ فروردین ۱۳۹۷. دریافت‌شده در ۲۷ مارس ۲۰۲۳.

- مشارکت‌کنندگان ویکی‌پدیا. «Mitra Tabrizian». در دانشنامهٔ ویکی‌پدیای انگلیسی، بازبینی‌شده در ۲۶ مارس ۲۰۲۳.